# Национальный музей ДР Конго
Национальный музей Демократической Республики Конго (фр. Musée national de la République démocratique du Congo) — музей по истории культуры многочисленных этнических групп и исторических эпох Демократической Республики Конго (ДР Конго) в столице страны Киншасе. В июне 2019 года музей официально передан правительству ДР Конго представителями Республики Корея.

## История
Стоимость строительства составила сумму 21 млн долларов США, которая была выделена Корейским агентством по сотрудничеству (KOICA). Здание строилось 33 месяца в сотрудничестве властей ДР Конго и Республики Корея с учётом современных аспектов (местные строительные материалы, использование солнечной энергии, естественная циркуляция воздуха с частичным использованием кондиционеров и т. д.) и представляет собой крупнейший на сегодняшний день вклад Республики Корея в развитие культуры в Центральной Африке.
В трёх публичных выставочных залах площадью 6000 м² представлено 12 000 культурных объектов. Однако, большая часть фондов Национального института музеев хранится на складах. В отличие от прошлых времён, когда руководили культурными объектами на протяжении десятилетий бельгийские учёные из Королевского музея Центральной Африки в Брюсселе, теперь конголезские специалисты проходят обучение в Республике Корее. Таким образом, политики ДР Конго вывели международное сотрудничество на более широкую основу, чем раньше.
Музей был открыт для публики 23 ноября 2019 года президентом ДР Конго Феликсом Чисекеди. Ссылаясь на необходимость возвращения африканского культурного наследия из музеев Европы, Феликс Чисекеди заявил: «Мы поддерживаем возвращение разрозненного культурного наследия, особенно из Бельгии. Есть идеи, но это нужно делать постепенно. Конголезское наследие необходимо будет вернуть, но это должно быть сделано организованным образом. Требуются средства для содержания. Одно дело — просить об их возвращении, а другое — сохранить его».